# Reichsrat (Heiliges Römisches Reich)
Als Reichsrat bezeichnet die historische Forschung die förmliche Versammlung aller zu einem Reichstag des Heiligen Römischen Reichs geladenen Stände.

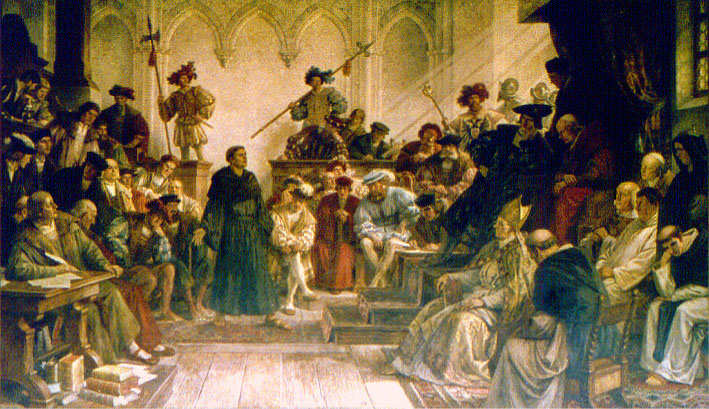
Luther auf den Reichstag zu Worms 1521; historisierendes Wandgemälde von Hermann Wislicenus.

Der Reichsrat bildete zur Zeit des nicht-permanent tagenden Reichstags (1495–1662) die erste, die Ständeversammlung gleichsam eröffnende Zusammenkunft der anwesenden Reichsglieder. Diese gemeinsame Sitzung sämtlicher angereister Reichsstände (bzw. ihrer Gesandten) erfolgte am ersten Tag des Reichstages, unmittelbar im Anschluss an die ebenfalls gemeinschaftlich besuchte Heilige Messe: „Die gleichzeitige Anwesenheit von kaiserlichen und reichsständischen Vertretern in einem Gremium des Reichstages war außerhalb der gemeinsamen Ausschüsse noch in Versammlungen des Reichsrates zu beobachten, in denen zu besonderen Anlässen, wie z. B. bei der Verlesung der Proposition und des Abschieds, […] auch Kaiser, Kurfürsten, Fürsten und Stände persönlich zusammenkamen.“
Wichtigste Funktion des Reichsrates, der trotz seiner regelmäßigen Einberufung keine Kurie des Reichstags, sondern vielmehr nur eine besondere Form der Tagung darstellte, war also die Verlesung der durch den Kaiser erlassenen Proposition. Diese erfolgte in Anwesenheit des Kaisers oder seines Prinzipalkommissars, welcher der Sitzung vorsaß und wodurch der Rat eine integrierende Funktion für Kaiser und Reich wahrnahm. Nach der Veröffentlichung der „Tagesordnung“ der Reichsversammlung traten die Stände in die regulären Reichstagskollegien (Kurfürstenrat, Reichsfürstenrat und Städterat) auseinander und begannen mit den Beratungen. „Dieser Reichsrat hatte also repräsentative Aufgaben, diente daneben aber als Plenarversammlung aller Reichstagsteilnehmer zur Verlesung weiterer Propositionen, Ausgabe von Instruktionen, Übergabe von Bedenken und Gutachten und gemeinsamen reichsständischen Beratungen außerhalb der abgesonderten Kurien.“
Die Vernehmung Martin Luthers auf dem Reichstag zu Worms (1521) fand beispielsweise im Rahmen der Sitzung des Reichsrats statt, da andernfalls gar nicht so viele verschiedene Reichsstände zu diesem Ereignis versammelt gewesen wären.